# کوین شینیک
کوین شینیک (انگلیسی: Kevin Shinick؛ زادهٔ ۱۹ مارس ۱۹۶۹) تهیه‌کننده فیلم، بازیگر تئاتر و صداپیشه اهل ایالات متحده آمریکا است. وی از سال ۱۹۹۲ میلادی تاکنون مشغول فعالیت بوده‌است.
از فیلم‌هایی که وی در آن نقش داشته‌است می‌توان به کارشناسان سکس اشاره کرد. وی برندهٔ جوایزی همچون جوایز امی ساعات پربیننده شده‌است.